# Léprigó
A léprigó (Turdus viscivorus) a madarak (Aves) osztályának verébalakúak (Passeriformes) rendjébe, ezen belül a rigófélék (Turdidae) családjába tartozó faj, valamint a Turdus madárnem típusfaja.
Európában, Ázsiában, Észak-Afrikában közönséges és gyakori madár. Előfordulási területének legnagyobb részén állandó, azaz nem vándorforma, azonban a legkeletibb és legészakibb állományai gyakran kisebb csapatokban délebbre költöznek. Nagytestű rigóféle világos szürkésbarna háti résszel, szürkésfehér arccal és torokkal, valamint fekete pettyes világos sárga beggyel és fehéres hasi résszel. A két nembeli madár tollazata közel azonos, továbbá a három alfaja között is csak csekély a különbség. A hím éneke hangos és messze elhallatszó; akár nedves és szeles időjáráskor is hallatja hangját, emiatt az angol nyelvű területeken „stormcock”-nak, azaz viharkakasnak is nevezik.
A kedvelt élőhelyei a nyíltabb erdők, parkok, sövények és mezőgazdasági területek, valamint kertek és temetők. Igen változatos az étrendje; számos gerinctelennel, maggal és erdei gyümölccsel táplálkozik. Kedvenc eledele a fehér fagyöngy (Viscum album), a magyal (Ilex) és a tiszafa termései. Ha alkalma adódik, akkor főleg fagyöngyöt fogyaszt; erre a hajlamára utalnak különféle nyelvű elnevezései is, pl. Misteldrossel (német), mistle trush (angol), viscivorus ('fagyöngyevő'; tudományos név), magyar neve pedig abból ered, hogy a fehér és sárga fagyöngyből készült valaha a lép: az e bogyókból főzött ragacsos, kocsonyás masszával bekent vesszőket, a lépvesszőket használták ugyanis egykor a madarászok a különféle kis termetű madarak megfogásához. A fagyöngy, ez az élősködő növény hasznot húz a léprigó táplálkozásából, mivel magvait a madár újabb faágakra juttatja el, ahol azok az anyanövénytől távol csírázhatnak ki, ez pedig elősegíti a növény terjedését. Télen a léprigó hevesen védelmezi a területén levő fagyöngy csomókat és magyalfákat, mivel ezek a növények a legkeményebb időjárásban is táplálékként szolgálnak az énekesmadár számára.
Nyitott, csésze alakú fészke a fatörzse mellé vagy egy elágazás közé van építve. A fészket és a fiókákat a két szülő hevesen védelmezi a ragadozókkal szemben; akár az emberre és macskára is rátámadnak. A fészekalj általában 3–5 tojásból áll. A tojásokból 12–15 nap múlva kelnek ki a fiókák; mindkét szülő kotlik, azonban a kotlás nagyobbik részét a tojó vállalja. A fiatal madarak körülbelül 14–16 naposan válnak röpképessé. A felnőtt madarak évente általában két fészekaljat költenek ki és nevelnek fel. A 18. században és a 19. század elején a léprigó elterjedési területe megnőtt, de az utóbbi évtizedekben az állománya kis mértékben csökkenni kezdett, valószínűleg a mezőgazdasági tevékenységek eredményeként. Mivel e rigófaj elterjedési területe hatalmas és példányszáma is jelentős, a Természetvédelmi Világszövetség (IUCN) nem fenyegetett fajnak minősíti a léprigót.

## Rendszertani besorolása és a neve

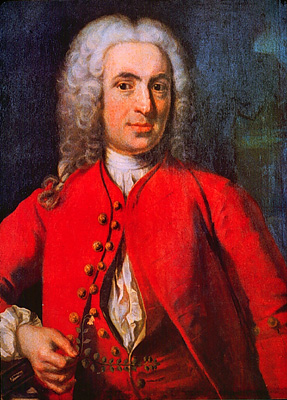
Carl von Linné, e rigófaj leírója

A madarat először Carl von Linné svéd biológus írta le az 1758-ban kiadott „Systema Naturae” című könyvében a ma is használt nevén: Turdus viscivorus. A fagyöngyevésre való hajlamát a tudományos fajneve is és az angol neve is elárulja. A latin „turdus” jelentése rigó, míg a „viscivorus” fagyöngyevőt jelent. Az angol neve „mistle thrush”, ami magyarra fordítva fagyöngy rigót jelent.

### Alfajai
Az idők során legalább nyolc alfajt tulajdonítottak e madárfajnak, azonban többségüket csak a pettyezettségük alapján; minél keletebbre megyünk, a madarak annál halványabb színezetűek és kevésbé pöttyösek. Manapság már csak három elfogadott alfaja van a léprigónak:
- Turdus viscivorus viscivorus Linnaeus, 1758 – törzsalfaj,
- Turdus viscivorus bonapartei Cabanis, 1860,
- Turdus viscivorus deichleri Erlanger, 1897.

A Krím félszigeten él egy elszigetelt állomány, amelyet néha negyedik alfajként, Turdus viscivorus tauricus néven tartanak számon, azonban ezek a léprigók genetikailag nem alkotnak külön alfajt. Lengyelországban és Szicíliában pleisztocén kori léprigó maradványokat fedeztek fel.

### Rokon fajok
A Turdus madárnembe több mint 60 közepes és nagy termetű rigófaj tartozik. E madarak legfőbb közös jellemzői: kerekített fej, hosszúkás, hegyes szárnyvég, valamint a kellemes ének. A mitokondriális DNS vizsgálatok, valamint a tollazatuk hasonlósága azt mutatja, hogy a léprigó legközelebbi rokonai az énekes rigó (Turdus philomelos) és a kínai rigó (Turdus mupinensis), továbbá, hogy az adaptív radiáció következtében e három faj a Turdus nemen belül egy korai elágazás, tehát a léprigó valamivel távolabbi rokona az európai rigónak, azaz a fekete rigónak (Turdus merula) is.

## Előfordulása

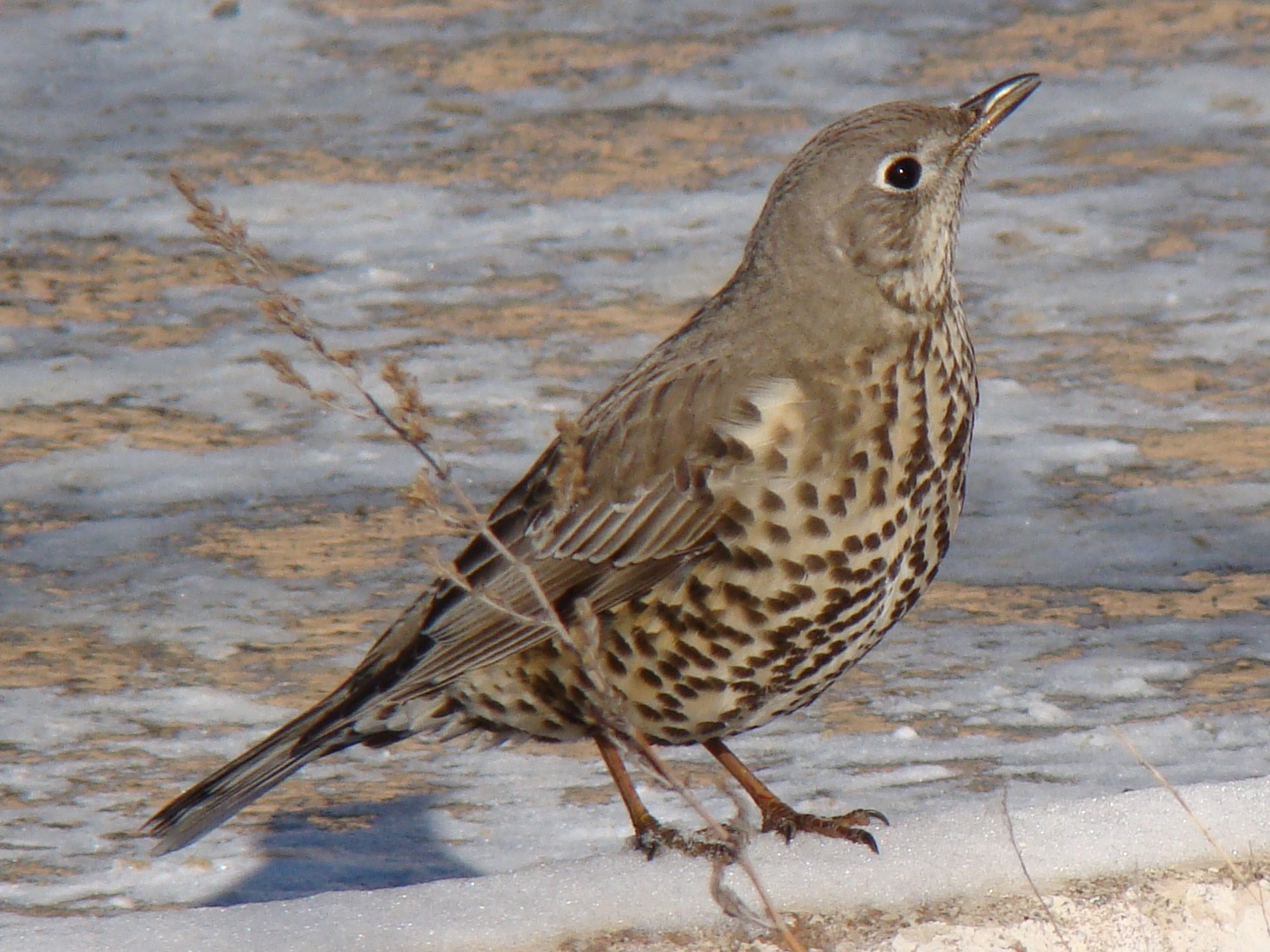
Elterjedési területének legnagyobb részén a telet is eltűri

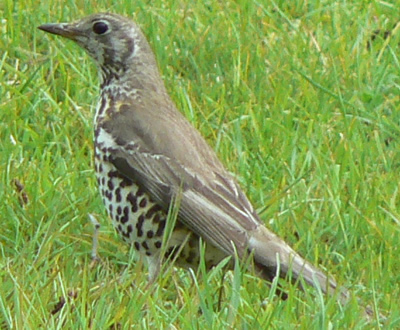
Ez a madár sok időt tölt a talajon

A léprigó előfordulási területe nagyon nagy. Európa legnagyobb részén és a mérsékelt övi Ázsiában található meg, a fák nélküli messzi északon hiányzik. Délkelet-Európában, Törökországban és a Közel-Keleten az elterjedési területe nem egységes, azaz a különböző állományok között üres területek vannak. Ezeken a melegebb éghajlatú területeken főleg a kellemesebb, magasabban fekvő élőhelyeket, valamint a tengerparti térségeket választja élőhelyül. A T. v. viscivorus típusalfaj Európában és Ázsia Ob folyóig elterülő részén költ; Ázsia további részein ezt az alfajt a T. v. bonapartei váltja fel. A déli T. v. deichleri nevű alfaj Észak-Afrikában, Korzikán és Szardínián honos.
Ez a rigófaj csak részben vándormadár, csakis a legészakibb és legkeletibb állományai költöznek télen az enyhébb éghajlatú európai, illetve észak-afrikai területekre. A skandináviai és oroszországi léprigók szeptember közepétől kezdenek délre vonulni; ezek a madarak Európában, Törökország nyugati részén és a Közel-Keleten töltik a telet. Október közepétől novemberig számos léprigó repüli át a Gibraltári-szorost, más madarak pedig a ciprusi útvonalat választják. Az Északi-tengert csak nagyon kevés léprigó repüli át. A Brit-szigeteken és a Nyugat-Európában élő példányok egyáltalán nem vándorolnak, de azok, amelyek mégis költöznek, azok is csak nagyon kis utat tesznek meg. A Himalájában a vándorlás a magasabb élőhelyekről az alacsonyabban fekvő területekre való költözést jelenti. A tavaszi vándorlás általában késő márciusban kezdődik, a Közel-Keleten élő madarak akár egy hónappal azelőtt is elindulhatnak. A legészakibb költő madarak csak késő áprilisban vagy kora májusban érkeznek meg. A léprigó egyaránt vonul nappal és éjjel is; általában magányosan vagy kisebb csapatokba verődve. Ritkán, talán eltévedt madarak felbukkantak az Azori-szigeteken, az Egyesült Arab Emírségekben, Feröeren, Izlandon, Japánban, Kínában, Kréta szigetén, Ománban, Szaúd-Arábiában és az indiai Szikkim államban.
A hatalmas előfordulási területe számos, fákkal benőtt élőhelytípust foglal magába, például erdőket, ültetvényeket, sövényeket és városi parkokat. Elterjedési területének a déli és keleti részein főleg a magasabban fekvő fenyveseket kedveli, gyakran a fahatár fölött a közönséges borókásokban (Juniperus communis) is megtalálható. Észak-Afrika hegységeiben, tengerszint fölötti 600 méteres magasságban is költ; ritkán 1700 méter magasban is meg lehet találni a fészkét. Európában főleg 800–1800 méteres magasságok között költ. A nyíltabb mezőgazdasági területeket, a mocsarakat és a füves pusztákat főleg télen, vagy a vándorlás idején keresi fel.
Bizonyíték van arra, hogy a léprigó – legalábbis az előfordulási területének egy részén –, megváltoztatta a korábbi természetes élőhelyét. Például Németországban és Közép-Európa egyes részein az 1920-as évek közepéig a léprigó főleg a fenyvesekben élt, de ekkortájt elterjedését kiterjesztette az emberek által létrehozott farmokra, parkokra és kertvárosokra is. Még nem ismert pontosan e terjeszkedés oka. Megfigyelhető az olyan területeken, mint például Anglia keleti része, ahol intenzív mezőgazdaság folyik, a léprigók elhagyják a szántóföldeket és beköltöznek a városokba, hiszen ott változatosabb növényekkel borított élőhelyeket találnak.

### Kárpát-medencei előfordulása
Magyarországon elsősorban középhegységi területeken, ritkás, ligetes erdőkben költ. Nyugat-Európában már régóta elterjedt faj a városi parkokban is, ezzel szemben hazánkban csak az utóbbi években tűntek fel az első költőpárok a városi élőhelyeken.

## Megjelenése

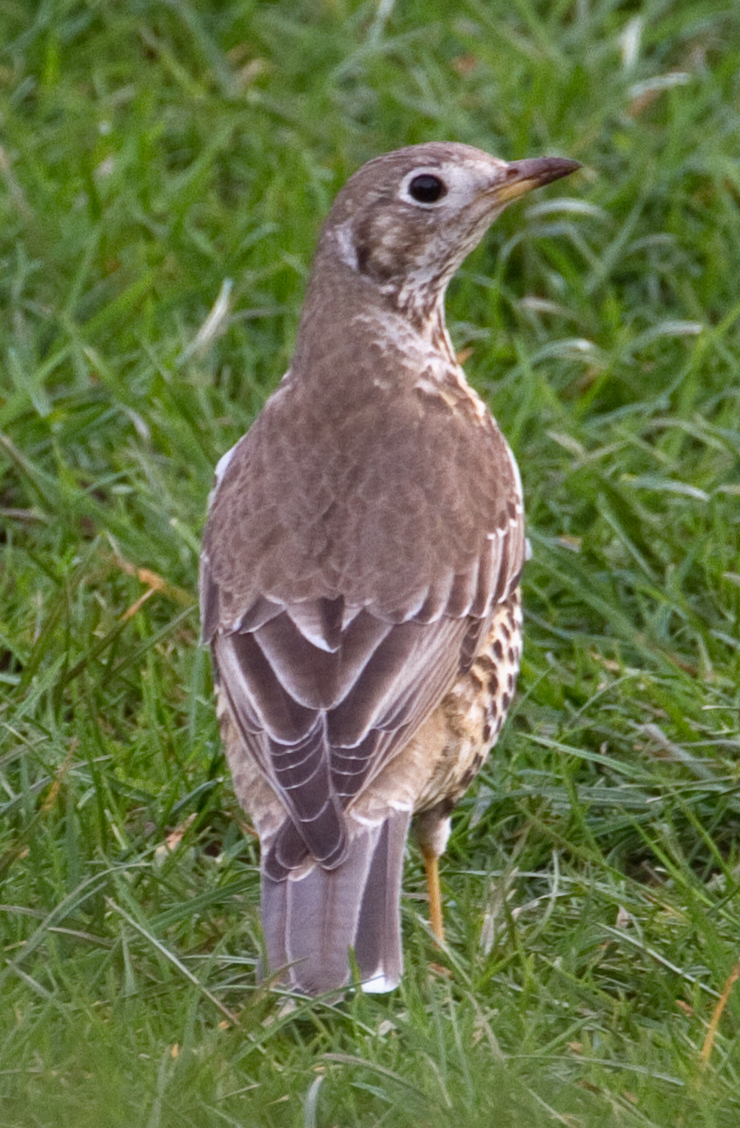
A felnőtt madár háti része szürkésbarna

A legnagyobb magyarországi, illetve európai rigó, közel vadgerle nagyságú. A típusalfaj, azaz a T. v. viscivorus testhossza 27–28 centiméter, szárnyfesztávolsága 45 centiméter. A testtömege 93–167 gramm között van, bár a legtöbb példány körülbelül 130 grammos. Amikor leszáll, a léprigó testtartása felálló, egyenes és egységes. Tollazata a hátán nyáron szürkésbarnás, télre szürkésebb lesz, a hasa pedig szürkésfehér, barna pettyekkel. A begye sárgás és szintén pettyezett. Az arc és torokrész fehéres színezetű. Szárnya alul fehéres árnyalatú. A hosszú faroktollak vége fehér. A szemei sötétbarnák, csőre feketés, a csőr alsó kávájának a töve sárgás színű. A lábszárai és lábfejei sárgásbarnásak. A két nembeli madár között megjelenésben nincsen különbség. A fiatal madár tollazata igen hasonlít a felnőttére. Megfigyelhető különbségek például a világosabb hasi és begyi részek, a tollak krémesebb árnyalatú közepei, valamint az apróbb pontok a sárgás hason. Az élete első telén a fiatal madár már alig különböztethető meg a szüleitől, azonban a korát a hasi részén levő elmosódottabb színek árulják el.

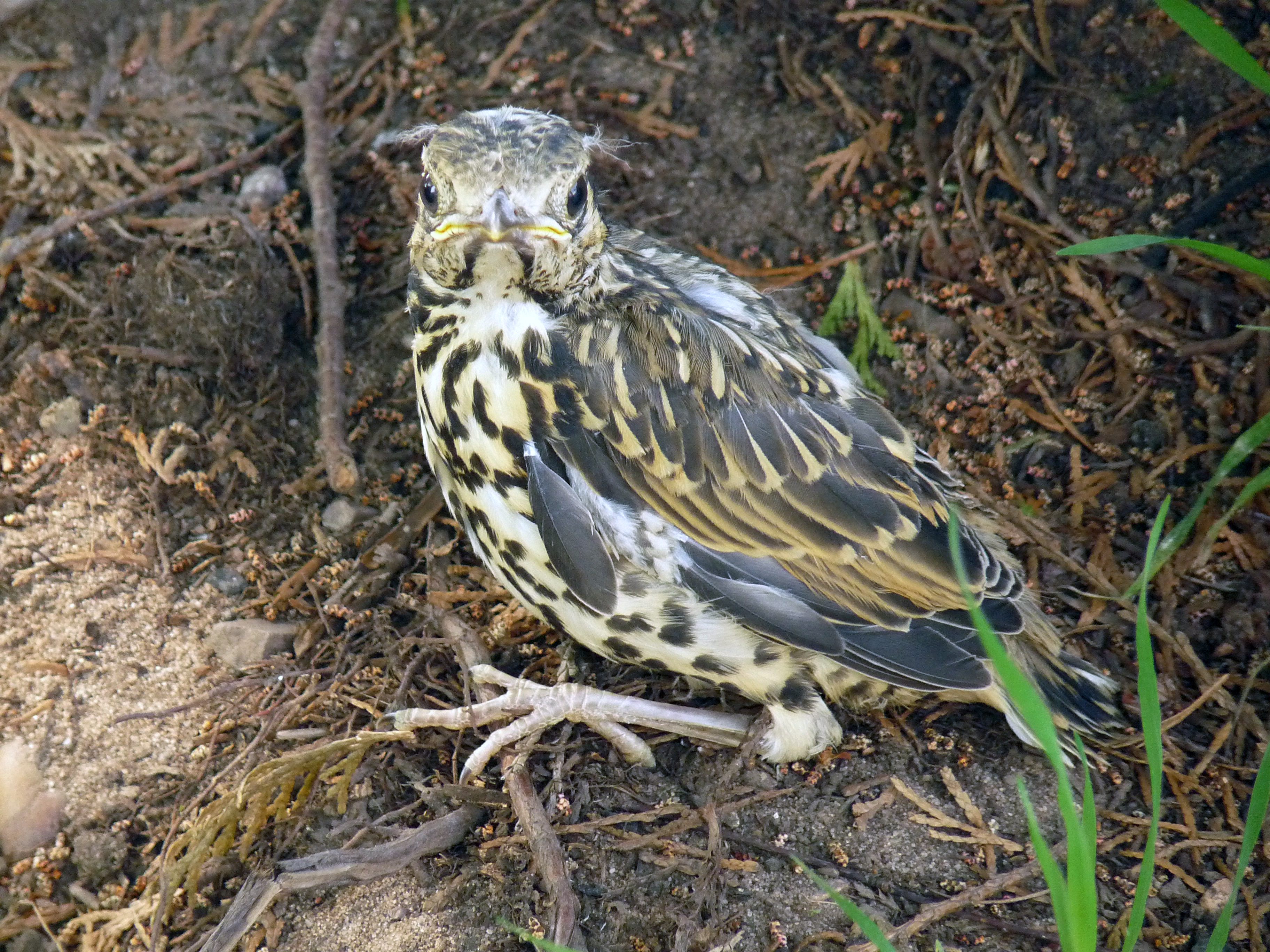
A fiatal léprigó tollazata nagyon hasonlít a szüleiéhez

A keleti alfaj, a T. v. bonapartei 30 centiméter hosszú, tehát valamivel nagyobb, mint a típusalfaj. A háti része világosabb szürke, a hasi része pedig fehéresebb, továbbá kevesebb fekete petty található rajta. A két alfaj közti átmeneti szín az Ob folyótól nyugatra figyelhető meg, ahol a bonapartei és viscivorus elterjedési területei fedik egymást.
A déli, T. v. deichleri nevű alfaj színe nagyon hasonlít a bonaparteira, azonban a mérete inkább a viscivorusszal egyezik meg, továbbá karcsúbb felépítésű a csőre.
A kifejlett példányok párzás után teljes vedlésen mennek keresztül. Ez példányonként és az élőhelytől függően késő májusban vagy késő júniusban kezdődik, és október elején fejeződik be. A fiatal madarak csak részben vedlenek, főleg a feji-, a testi- és a fedőtollakat cserélik le. A vedlésük időszakát a tojásból való kikelésük időpontja határozza meg, de többségük októberre már „új ruhát ölt”.
A léprigó jóval nagyobb testű, világosabb színű és hosszabb farktollú, mint az énekes rigó. A Himalája nyugati részén összetéveszthető a nepáli földirigóval (Zoothera mollissima) és a Dixon-földirigóval (Zoothera dixoni). Mindkét Zoothera-faj nagyon hasonlít a léprigóra, azonban a nepáli földirigó szárnyain nincsenek szembeszökő sávjai, a háti része rozsdásabb, és a hasi részén nem pettyek, hanem inkább csíkok láthatók. A Dixon-földirigó háti része olíva-zöldes, a begye csíkos és a szárnyain két-két sáv van. A fiatal léprigók első pillantásra a himalájai földirigóra (Zoothera dauma) hasonlítanak, azonban az utóbbi fajnak a tollazata aranysárgás, hasi és begyi része foltos, továbbá szárnyának alsó részén jellegzetes mintázata van.

## Életmódja

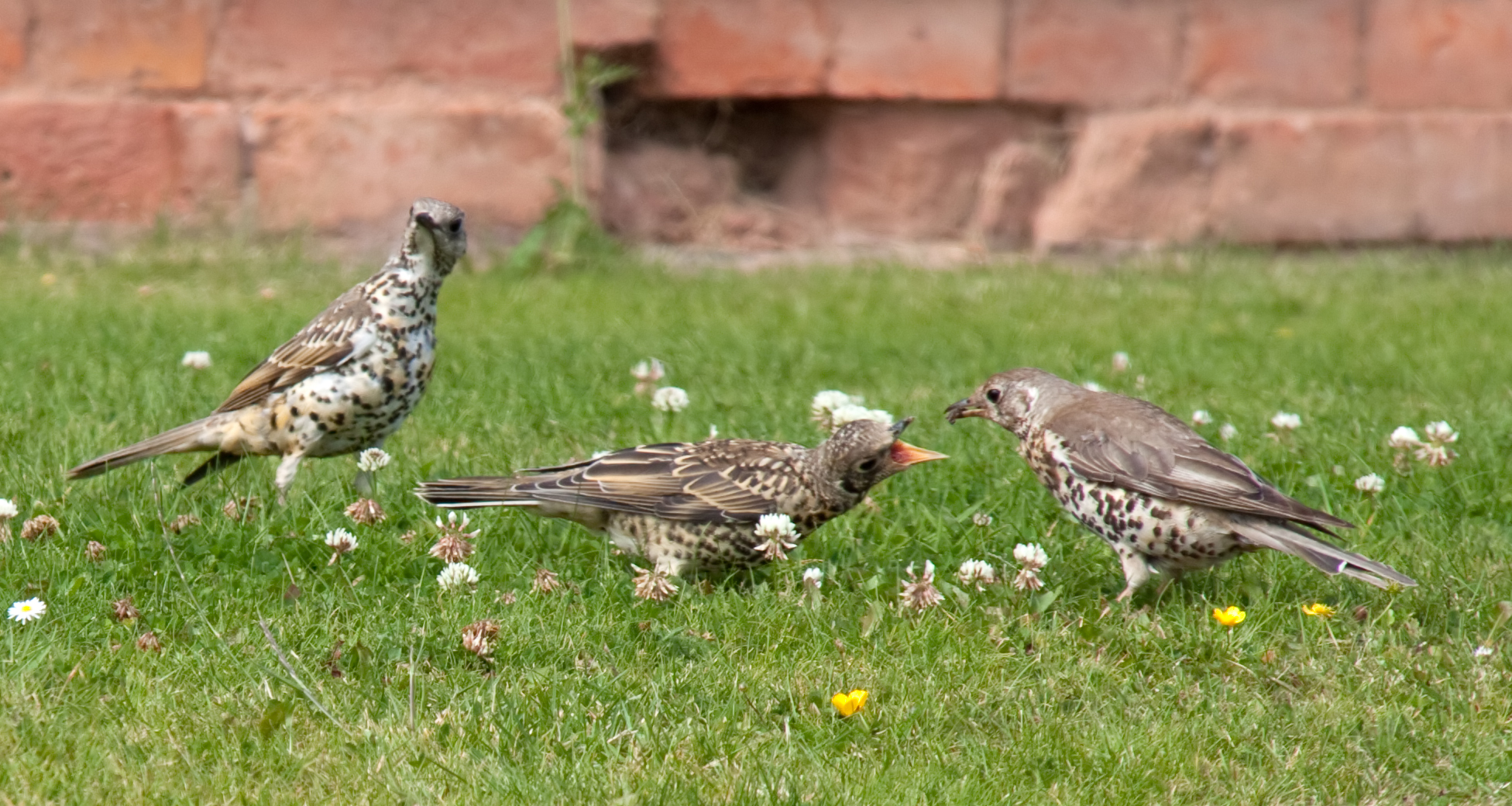
Az első télig a léprigó család általában együtt marad

Az év legnagyobb részében a léprigó magányosan vagy párban él, bár késő nyáron a családok összeállva keresik együtt a táplálékot. A különböző családok összegyűlve, több tízfős, akár 50 példányból álló csapatot is alkothatnak az év ezen időszakában. Az éjszakákat általában fákon vagy nagyobb bokrokon töltik, ezt is csak magányosan vagy párban, bár ősszel a család, azaz a költőpár és az az évi fiókák együtt alszanak.
A léprigó előszeretettel tartózkodik a talajon, ahol szökellve jár. A talajon egyenes testtartást mutat, a fejét jól felemeli. Ha izgatott, akkor verdes a szárnyával és billegeti a farkát. A röpte hullámos szárnyverdesésekből áll, amelyeket rövid siklórepülések váltanak fel.

### Éneke
A hím léprigó éneke erős és melodikus hangzású, amelybe fuvolaszerű füttyhangok is elvegyülnek. A hangja körülbelül így szól: csevii-trevuu … truriitruuruu. Ezt az éneket egy ültében, körülbelül háromszor vagy hatszor ismétli el. Az ének lényege a revírterület kijelölése és megvédése, a tojó odacsalogatása vagy a már meglévő párjával való kapcsolat fenntartása, illetve annak megerősítése. Tónusa az énekes rigóéra és a fekete rigóéra hasonlít, azonban ezektől eltérően a léprigóé kevésbé változatos, illetve lassúbb. E fogyatékosságok enyhítésére a léprigó hangja nagyon erős, jó körülmények között akár 2 kilométerre is elhallatszik. Az énekét a hím főleg a fák tetejéről, vagy egyéb, magasra emelkedő tárgyról adja le. Főleg novembertől kora júniusig énekel. Napközben főleg reggel énekel, de az esőzések után, gyakran közben is hallatja hangját, emiatt az angol nyelvű területeken, viharkakasnak becézik. A léprigó éneke az év bármelyik hónapjában hallható, azonban júliustól augusztusig csak kevésbé, mivel ekkor van a vedlési időszaka. Amikor megijed vagy izgatott, akkor száraz, kereplő hangot ad ki; ezt a hangot mindkét nembeli madár hallatja. Amikor két madár találkozik, akkor rövid tuk hanggal üdvözlik egymást.

### Táplálkozása

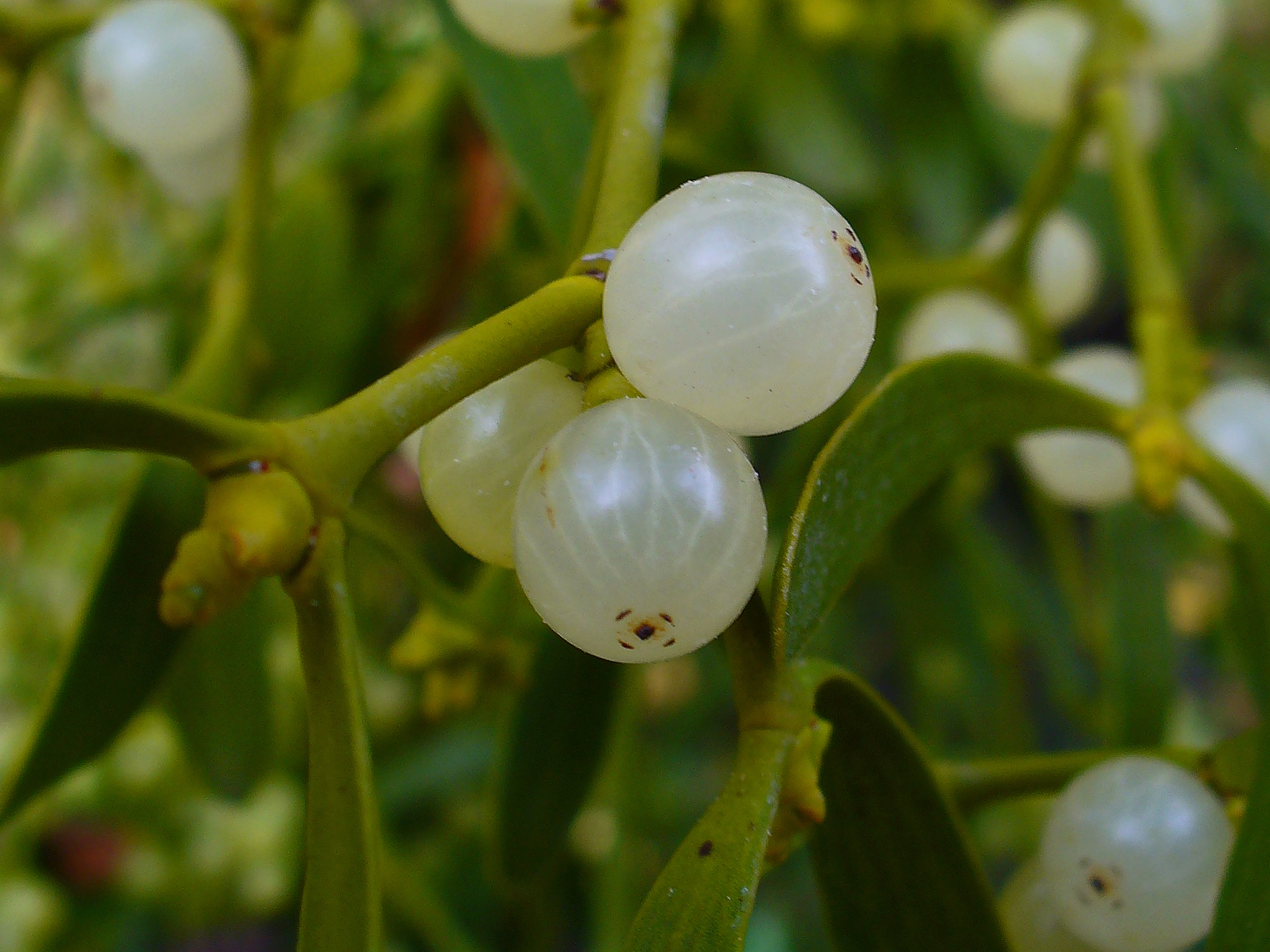
A legkedveltebb tápláléka, a fehér fagyöngy bogyói

Télen főként a sárga fagyöngy (Loranthus europaeus) és a fehér fagyöngy (Viscum album) bogyóival, hullott gyümölcsökkel, nyáron pedig a talajról gyűjtött gilisztákkal, rovarokkal, pókokkal és csigákkal táplálkozik. Az énekes rigóhoz hasonlóan a léprigó is üllőként használja a köveket a csigaházak feltöréséhez. Ha alkalma adódik, akkor lábatlan gyíkokra (Anguis fragilis), valamint énekes rigó, fekete rigó és erdei szürkebegy (Prunella modularis) fiókákra is vadászik.
Növényi eredetű tápláléka főleg a fagyöngy, magyal és tiszafa terméseiből és magvaiból tevődik össze, de nem veti meg a vadszeder, a cseresznye, a bodza, a galagonya, az olajfa és a vadrózsa terméseit sem. Virágokkal, valamint a füvek és más növények friss hajtásaival is táplálkozik. A lehullott almákba és szilvákba is belekóstol. A táplálékát főképp a költőterülete körül és nyílt terepen szerzi meg; néha megosztva a területét a szőlőrigóval (Turdus iliacus) és a fenyőrigóval (Turdus pilaris).
A fiatal madarak életük első időszakában főleg gerinctelenekkel táplálkoznak; ezeket a felnőtt madaraktól eltérően nem a nyílt, füves helyeken, hanem a bokrok között és az avarban keresik meg. A felnőtt léprigó a fészektől akár 1 kilométeres távolságra is elrepülhet a megfelelő táplálékszerző helyek eléréséhez. Miután röpképessé váltak a fiatal léprigók, a tél beálltáig a szülők mellett maradhatnak. Télen a magányos vagy párban élő példányok hevesen védelmezik a területükön levő fagyöngycsomókat és magyalfákat. A madarak e két növény termését inkább a szűkösebb napokra hagyják, addig más fák vagy bokrok terméseivel, illetve a talajon talált gerinctelenekkel táplálkoznak. A léprigó a tartalékkészleteit a saját fajtársaitól is félti, továbbá szembeszáll más rigófajokkal, a süvöltővel (Pyrrhula pyrrhula) és a nagy fakopánccsal (Dendrocopos major) is. Az olyan években, amikor bőséges az erdei gyümölcsök termése, a léprigó feladja a fagyöngy védelmezését, és gyakran csapatokba verődik. Más, szegényebb években a léprigó féltett területét ellepik a szőlőrigó, fenyőrigó és a csonttollú (Bombycilla garrulus) csapatok.
A léprigó jelentős szerepet játszik a fagyöngy terjedésében. Ennek az élősködő növénynek a magvai a megfelelő ágra kell eljutniuk ahhoz, hogy kicsírázzanak. A nagyon laktató fagyöngyterméseket igen kedveli a léprigó. Megemésztve a termés húsát, érintetlenül hagyja a magot, sőt az ürülékével is hozzásegít a trágyázáshoz.

### Ragadozói és élősködői

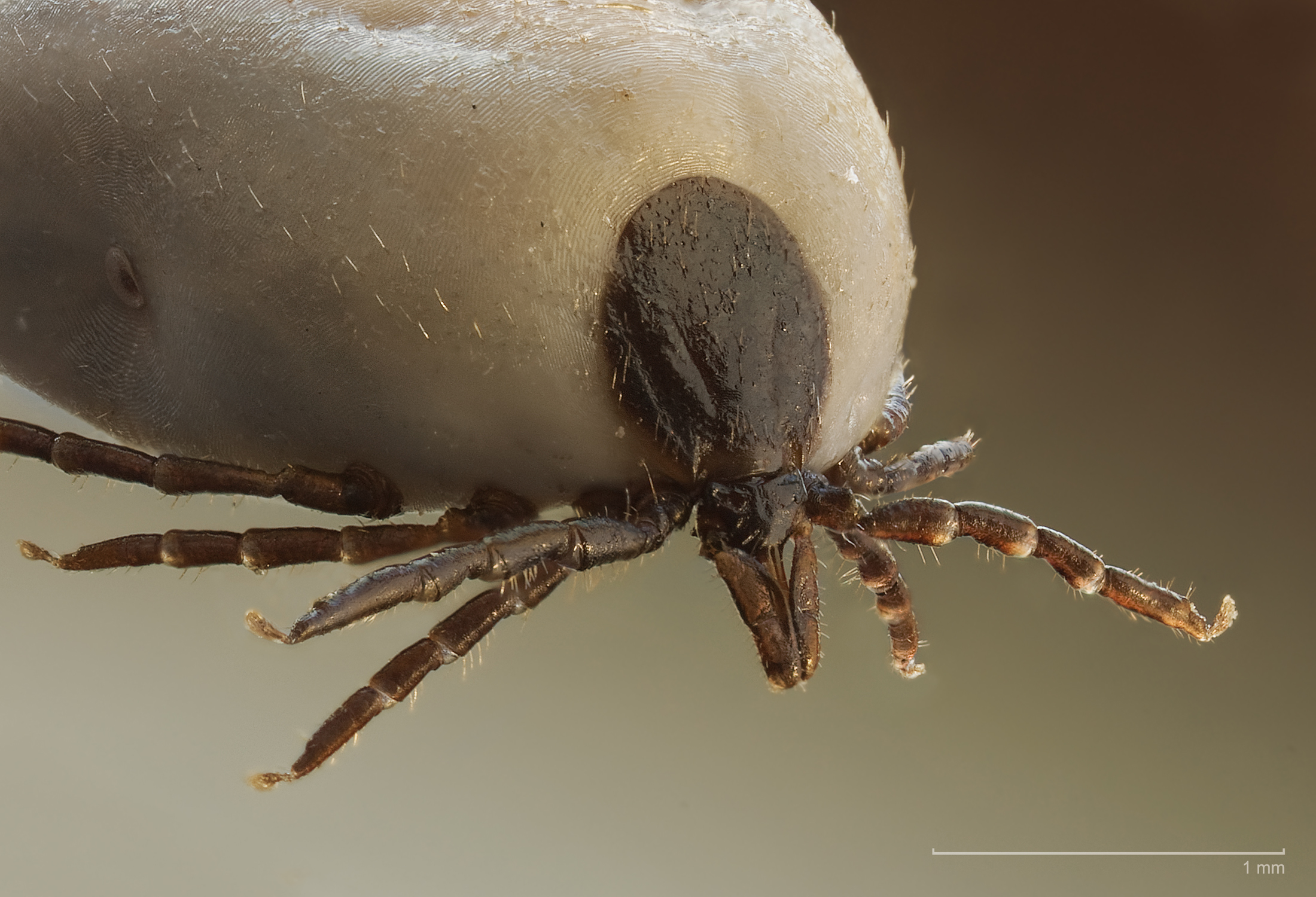
A gazdaállat vérével jóllakott közönséges kullancs (Ixodes ricinus)

Ennek a rigófélének a legfőbb ellenségei a következő ragadozó madarak: gatyáskuvik (Aegolius funereus), szirti sas (Aquila chrysaetos), vörös vércse (Falco tinnunculus), héja (Accipiter gentilis), vándorsólyom (Falco peregrinus) és a karvaly (Accipiter nisus). A tojásokat és a fiókákat főleg a macskák és a varjúfélék pusztítják, de ezek ellen hevesen szembeszállnak a léprigó szülők. Néha még az emberre is rátámad. Csak ritka esetben neveli fel a kakukk (Cuculus canorus) fiókáját.
E madárfaj külső élősködői közé tartoznak a következő bolhák (Siphonaptera) és kullancsok (Ixodidae): a Ceratophyllus gallinae, a Dasypsyllus gallinulae, a közönséges kullancs (Ixodes ricinus) és a Trombicula autumnalis. Jelentősebb belső élősködői: a galandférgek (Cestoda), a fonálférgek (Nematoda) és a Syngamus merulae, amely rokona a Syngamus trachea nevű féregnek; féreg, amely a madarak légzőrendszerét támadja meg. A léprigó vérében főleg Trypanosoma- és Plasmodium-fajok élősködnek.

## Szaporodása

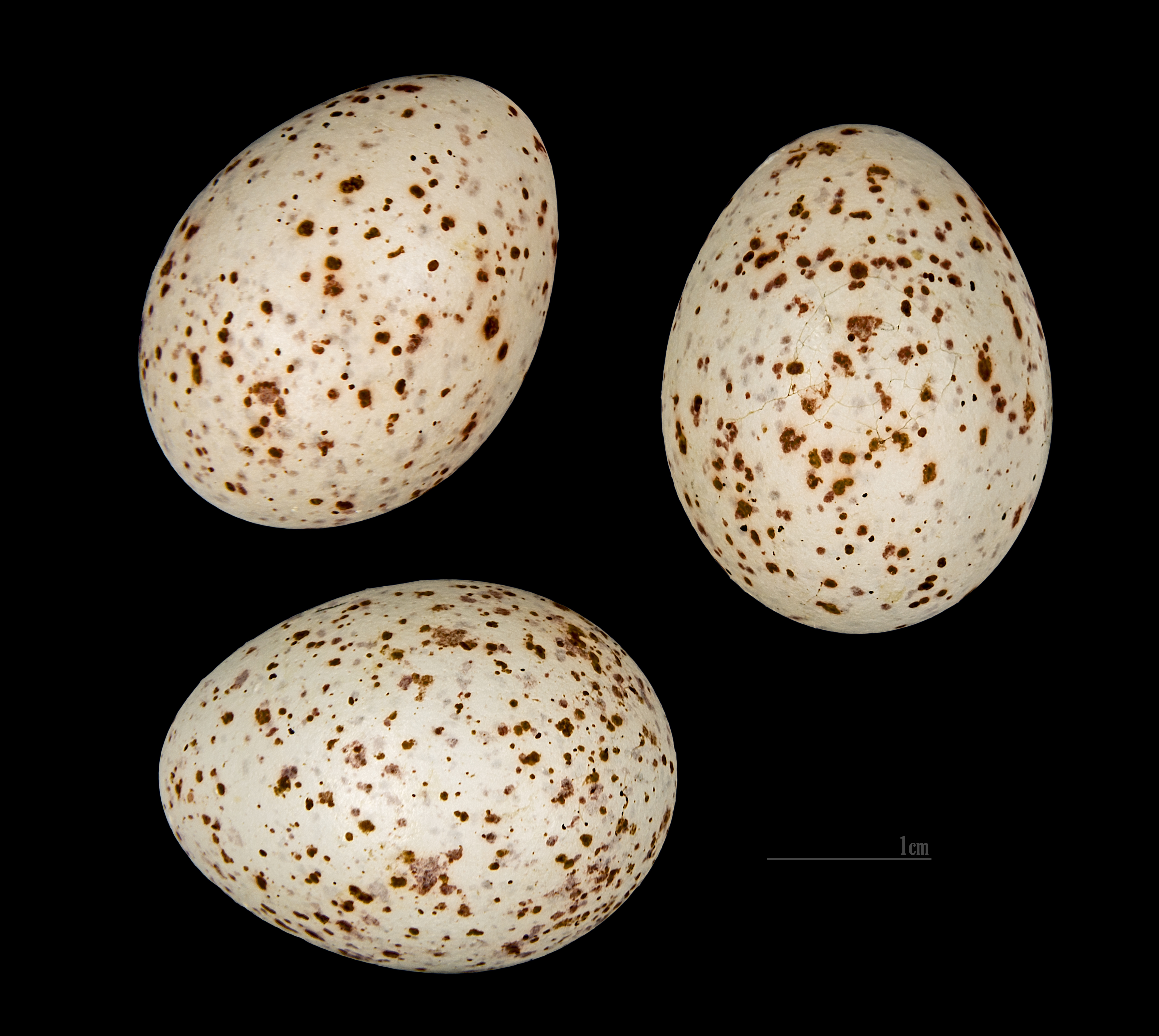
A déli, T. v. deichleri nevű alfaj tojásai

A léprigó egyéves korában már ivarérett. A felnőtt madarak monogám párkapcsolatot tartanak fent; az olyan helyeken, ahol nem kell vándorolniuk, a költőpárok egész évben együtt maradnak. E rigófaj revírterülete jóval nagyobb, mint a fekete rigóé és az énekes rigóé. A fészek körüli terület körülbelül 0,6 hektár, míg a táplálékot szolgáltató terület akár 15–17 hektár is lehet. A vándorló példányok esetében a madarak mindig ugyanarra a területre térnek vissza, amelyet azelőtt való évben uraltak. Az erdei magánterületek nagyobbak, mint a farmokon lévők. A hím mindenre rátámad, ami a költőterületére merészkedik, legyen az ragadozó madár, varjúféle, macska vagy ember. A kutatók észrevették, hogy udvarlás közben a hím néha táplálékot kínál a tojónak.

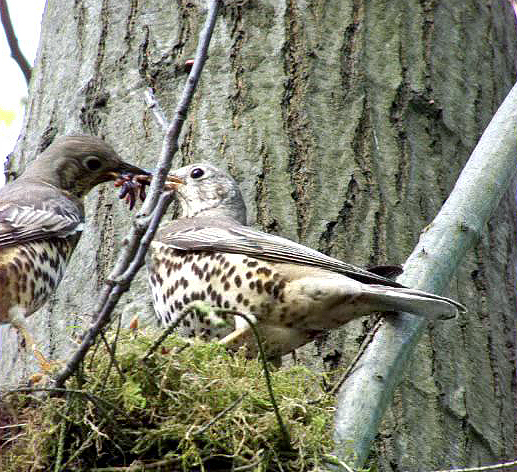
A bal oldalon levő hím a fészken kotló tojónak adja át a földigilisztákat

A költési időszak élőhelytől függően változó. Délen és Európa nyugati részein március közepén (a Brit-szigeteken akár február végén) kezdődik, azonban az északi területeken, mint például Finnországban, csak kora májusban kezdik a fészekrakást. A fészket általában egy ág elágazásába vagy a fatörzs mellé építik, de a sövényekbe, házak kiszögelléseibe vagy sziklaszirtek repedéseibe is készíthetik. A fészek akár 20 méteres magasban is ülhet, bár általában csak 2–9 méter magasban található. Az erdei pinty (Fringilla coelebs) gyakran fészkel a léprigó közelében; az erdei pinty nagyon figyelmes, és a léprigó igen agresszív a betolakodókkal szemben, tehát mindkét madárfaj fészke védelemben részesül. A léprigó fészke nyitott csésze alakú, és száraz fűből, ágacskákból, mohából és gyökerekből készül, belül sárral, finomabb szálú fűvel és levelekkel béleli ki a madár. A fészket főleg a tojó építi, de kisebb mértékben a hím is besegít. A költési időszak elején épített fészkeket gyakran tönkretehetik a viharok.
Az átlagos fészekalj 3–5 tojásból állhat, bár vannak léprigó tojók, amelyek csak 2, vagy akár 6 tojást raknak. A tojások fehéreskrém színűek, vagy zöldeskékek lehetnek; rajtuk számos vörös, lila vagy barna petty látható. Az átlagos tojás mérete 30×20 milliméter, tömege 7–8 gramm, melynek 6 százalékát a tojáshéj teszi ki. A kotlást főleg a tojó végzi. A kikeléshez körülbelül 12–15 nap kell. A frissen kikelt fiókák magatehetetlenek és nagyjából csupaszok, a szülők melengetik és etetik őket. A fiatal léprigók 14–16 naposan válnak röpképessé. Az előfordulási területük legnagyobb részén a léprigók két fészekaljat nevelnek fel; ez alól kivételt képez Szibéria, ahol az időjárás miatt csak egy fészekalj felnevelésére marad idő. Amíg a hím táplálja az első fészekaljat, addig a tojó már a második fészekaljon kotlik. Néha ugyanazt a fészket használják mindkét fészekalj felneveléséhez. A röpképes fiatal madarak körülbelül még 15–20 napig a szülőktől függnek.
Az Egyesült Királyságban végzett megfigyelés szerint a fiatal léprigóknak csak az 57 százaléka éli túl az első évet; továbbá évente a felnőttek 38 százaléka elpusztul. Az átlagos élettartam körülbelül 3 év, azonban a rekordot egy Svájcban meggyűrűzött léprigó tartja; ez a példány 21 évet és 3 hónapot élt, és életének a lelövése vetett végett.

## A léprigó és az ember

### Léprigók a kultúrában

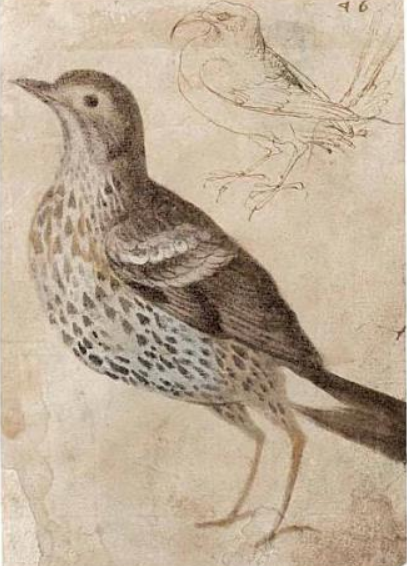
Giovanni da Udine Léprigó és havasi csóka című rajza

A 16. század első felében Rotterdami Erasmus, németalföldi humanista, miközben latin nyelvű közmondásokat gyűjtött, a következőt írta a rigóról: Turdus malum sibi ipse cacat („A rigó saját ürüléke okozza a saját maga vesztét”). Ez a közmondás arra utal, hogy a léprigó igen kedveli az édes, ragacsos gyümölcsöket, az emberek pedig e gyümölcsök ragacsos keverékét kentek a faágakra, hogy madarakat foghassanak; tehát a léprigó valóban okozza a saját vesztét, mivel terjeszti azoknak a gyümölcsöknek a magvait, amelyekkel az ember aztán csapdát állít neki.
A szintén 16. századbeli Giovanni da Udine itáliai festőművész, aki a híres Raffaello Sanzio műhelyében is dolgozott, megalkotta a Léprigó és havasi csóka című rajzot, amiből később a Madár virágfűzérrel és gyümölccsel című festmény készült. Raffaello ezt a festményt használta alapul a vatikáni Apostoli Palota freskójához.
Egy kora reneszánsz kori versben, melynek címe The Harmony of Birds, a léprigót is megszólaltatják. A léprigó énekéről Thomas Hardy Darkling Thrush és Edward Thomas The Thrush című műveikben is írnak. E madárfaj erős éneke az angol nyelvű területeken több becenevet is eredményezett, például: screech, shrite és gawthrush. Mivel a fagyöngy mellett a magyal terméseit is nagyon kedveli, néhol „magyal rigónak” vagy „magyal kakasnak”, azaz angolul: Holm thrush, hollin cock és holm cock is nevezik.

### A léprigó természetvédelmi státusza
Ennek a rigófélének óriási az előfordulási területe. Hatalmas területeket foglalt el Európából és Ázsia nyugati részéből. A európai állományát 9–22,2 millió példányra becsülik, ha ehhez hozzáadjuk az ázsiai madarakat, akkor a globális állomány 12,2–44,4 millió példányból tevődik össze. Korábban e madárfaj elterjedése kisebb volt a mainál; az 1700-as években Anglia északi részén ritka költőnek számított. A 18. században és a 19. század elején a léprigó kiterjesztette az előfordulási területét az angol alföldekre és part menti részekre. A feljegyzések szerint Írországban 1807-ben költött először, továbbá megtelepedett Skóciában és Hollandiában. Az élőhelyét a következő országokban is megnövelte: Ausztria, Dánia, Magyarország és Norvégia.
Bár manapság a léprigó állományai csökkenőben vannak, ez az egyedszám csökkenés nem annyira gyors és nagymértékű ahhoz, hogy különösebb védelmi intézkedéseket igényeljen. Mivel az állománya jelentős és az elterjedési területe is nagy, a Természetvédelmi Világszövetség (IUCN) „nem fenyegetett faj”-nak minősíti a léprigót. Az állománycsökkenés főleg az újabb és rendezettebb földművelési technológiáknak lehet a következménye. A túlzott mértékben használt rovarirtó szerek miatt a kultúrtájakon és egyéb mezőgazdasági területeken erősen megcsappant a gerinctelenek száma. Az elhalálozási ráta, a fészekaljak mérete és a fiatalok életben maradása jóval rövidebb a beültetett területeken, mint a legeltetésre használt mezőkön. Finnországban főleg az öreg erdők kivágása csökkentette a helybeli léprigók egyedszámát.

## Fordítás
- Ez a szócikk részben vagy egészben  a   Mistle thrush című angol Wikipédia-szócikk ezen változatának fordításán alapul.  Az eredeti cikk szerkesztőit annak laptörténete sorolja fel. Ez a jelzés csupán a megfogalmazás eredetét és a szerzői jogokat jelzi, nem szolgál a cikkben szereplő információk forrásmegjelöléseként.